# Nassbach
Nassbach är ett vattendrag i Österrike.   Det ligger i förbundslandet Niederösterreich, i den östra delen av landet, 70 km sydväst om huvudstaden Wien.
I omgivningarna runt Nassbach växer i huvudsak blandskog. Runt Nassbach är det ganska tätbefolkat, med 75 invånare per kvadratkilometer.